# Клименко Віктор Іванович (лікар)
Клименко Віктор Іванович (23 квітня 1939, село Хмелів Роменського району Сумської області — 17 серпня 2003, м. Київ) — лікар-гематолог, доктор медичних наук (1987), професор (1988).

## Біографія
Клименко Віктор Іванович народився 23 квітня 1939 року в селі Хмелів Роменського району Сумської області в родині сільських медиків. У 1956 році закінчив Берестівську середню школу Липоводолинського району Сумської області. В 1964 році закінчив Київський медичний інститут.
Відповідно до наказу Міністерства охорони здоров'я України, Міністерства України з питань надзвичайних ситуацій та у справах захисту населення від наслідків Чорнобильської катастрофи від 1 липня 2002 р. N 238/164 Клименко Віктор Іванович, як керівник відділу гематології НЦРМ АМН України, доктор медичних наук, входив до складу Центральної міжвідомчої експертної комісії по встановленню причинного зв'язку хвороб, інвалідності і смерті з дією іонізуючого випромінення та інших шкідливих чинників внаслідок аварії на Чорнобильській АЕС.
Помер у Києві 17 серпня 2003 року
Син Клименко Сергій Вікторович — лікар, гематолог, Заслужений діяч науки і техніки України.

### Трудова діяльність
- Протягом 1964—1967 рр. Віктор Клименко працював лікарем міжрайонної лікарні у місті Овруч Житомирської області.
- З 1967 по 1987 р. — лікарем поліклініки, молодшим науковим співробітником, старшим науковим співробітником Київського Науково-дослідного інституту гематології та переливання крові.
- У 1987 році отримав призначення на посаду завідуючого відділом гематології Інституту клінічної радіології Наукового центру радіаційної медицини Академії медичних наук України.

## Наукова і професійна діяльність
Сфера наукових інтересів Клименка В. І. охоплювала клінічну та радіаційну гематологію, онкологію. У період своєї діяльності вчений розробив нові методи зменшення впливу радіації на організм людини, діагностику онкологічних захворювань та сучасної класифікації лейкемії, які були успішно використані після Чорнобильської катастрофи. Вчений проводив моніторинг гемопоетичної системи в осіб, які постраждали внаслідок аварії на ЧАЕС; досліджував механізми формування злоякісних пухлин кровотворної системи на клітинно-молекулярному рівні у віддалений період після опромінення; проводив ранню діагностику, досліджував перебіг та лікування лейкемії, лімфом і мієлодиспластичного синдрому. Він є автором і співавтором наукових досліджень, зокрема, розділу в книзі «Медичні наслідки аварії на Чорнобильській атомній станції» в 3 книгах.

## Відзнаки
- 1987 рік — Клименко Віктор Іванович нагороджений орденом «Знак Пошани»
- 1983 рік — нагороджений медаллю «За трудову доблесть».

## Наукові праці
Клименко Віктор Іванович — автор понад 220 наукових праць, в тому числі:
- Клименко В. І. Монакс — новий природний імуностимулятор- К., 1999 р.
- Features of myelodysplastic syndrome in the persons suffered from the Chernobyl accydent // Acta Hematologica Polonica. 1999. Vol. 30;
- Ультраструктурна характеристика елементів кісткового мозку у реконвалесцентів гострої променевої хвороби у період віддалених наслідків // Проблеми радіац. медицини. К., 2000;
- Результати лікування хронічного В-клітинного лімфолейкозу в учасників ліквідації наслідків аварії на ЧАЕС у віддаленому періоді // ЛС. 2003. № 1.
- «Медицинские последствия аварии на Чернобыльской атомной станции: В 3 кн.» (кн. 2, К., 1999) (співавтор)